# Gemmula
Gemmula is een geslacht van weekdieren uit de klasse van de Gastropoda (slakken).

## Soorten
- Gemmula aethiopica (Thiele, 1925)
- Gemmula alwyni Kilburn, 2005
- Gemmula amabilis (Weinkauff, 1875)
- Gemmula ambara Olivera, Hillyard & Watkins, 2008
- Gemmula bimarginata (Suter, 1917) †
- Gemmula championi Kilburn, 1983
- Gemmula clifdenensis Powell, 1942 †
- Gemmula closterion Sysoev, 1997
- Gemmula concinna (Dunker, 1871)
- Gemmula congener (E. A. Smith, 1894)
- Gemmula cosmoi (Sykes, 1930)
- Gemmula damperierana Powell, 1964
- Gemmula diomedea Powell, 1964
- Gemmula disjuncta Laws, 1936 †
- Gemmula ducalis (Thiele, 1925)
- Gemmula duplex (Suter, 1917) †
- Gemmula fenestrata Kosuge, 1990
- Gemmula flata Li B. Q. & Li X. Z., 2008
- Gemmula gemmulina (Martens, 1902)
- Gemmula gilchristi (Sowerby III, 1902)
- Gemmula graeffei (Weinkauff, 1875)
- Gemmula grandigyrata Li B. Q. & Li X. Z., 2008
- Gemmula granosus (Helbling, 1779)
- Gemmula hastula (Reeve, 1843)
- Gemmula hawleyi (Iredale, 1931)
- Gemmula hindsiana Berry, 1958
- Gemmula husamaru (Nomura, 1940)
- Gemmula interpolata Powell, 1967
- Gemmula kaiparaensis (P. Marshall, 1918) †
- Gemmula kieneri (Doumet, 1840)
- Gemmula lawsi Powell, 1942 †
- Gemmula lisajoni Olivera, 1999
- Gemmula longwoodensis Powell, 1942 †
- Gemmula lordhoweensis Kantor & Sysoev, 1991
- Gemmula lululimi Olivera, 2000
- Gemmula luzonica (Powell, 1964)
- Gemmula margaritata (P. Marshall, 1919) †
- Gemmula martini (Tesch, 1915)
- Gemmula microscelida (Dall, 1895)
- Gemmula monilifera (Pease, 1860)
- Gemmula murrayi Powell, 1964
- Gemmula mystica Simone, 2005
- Gemmula orba Marwick, 1931 †
- Gemmula ornata (P. Marshall, 1918) †
- Gemmula peraspera Marwick, 1931 †
- Gemmula periscelida (Dall, 1889)
- Gemmula polita (Marwick, 1919) †
- Gemmula praesignis (E. A. Smith, 1895)
- Gemmula pseudogranosa (Nomura, 1940)
- Gemmula pseudomonilifera Powell, 1967
- Gemmula pseudostupa Y.-P. Cheng & C.-Y. Lee, 2011
- Gemmula rarimaculata Kuroda & Oyama, 1971
- Gemmula reticulata (P. Marshall, 1919) †
- Gemmula rosario Shikama & Hayashi, 1977
- Gemmula rotatilis (Martens, 1902)
- Gemmula sibogae (Schepman, 1913)
- Gemmula sibukoensis Powell, 1964
- Gemmula sikatunai Olivera, 2005
- Gemmula sogodensis Olivera, 2005
- Gemmula speciosa (Reeve, 1842)
- Gemmula stupa Lee, 2001
- Gemmula subfenestrata Kosuge, 1990
- Gemmula teschi (Powell, 1964)
- Gemmula tessellata Powell, 1967
- Gemmula thielei Finlay, 1930
- Gemmula truncata (Schepman, 1913)
- Gemmula vagata (E. A. Smith, 1895)
- Gemmula waihaoensis Finlay, 1924 †
- Gemmula webberae Kilburn, 1975
- Gemmula westaustralis Kosuge, 1990